# Краткая Песнь о Сигурде
«Краткая Песнь о Сигурде» (исл. Sigurðarkviða hin skamma) — одна из поэм древнескандинавского «Королевского кодекса» (XIII век), входящая в состав «Старшей Эдды». Её причисляют к «песням о героях».

## Сюжет
«Краткая Песнь» относится к циклу сказаний о Сигурде и описывает те же события, что и «Отрывок Песни о Сигурде», но в центре сюжета оказывается Брюнхильд, сестра правителя гуннов Атли. Сигурд становится побратимом конунгов Гьюкунгов Гуннара и Хёгни, женится на их сестре Гудрун, а для Гуннара добивается с помощью обмана руки Брюнхильд, хотя та была предназначена ему самому. Брюнхильд, считая себя оскорблённой, заставляет мужа убить Сигурда. Потом она поражает себя мечом и на смертном одре предсказывает Гьюкунгам страшный конец. Гудрун станет женой Атли, Гуннар сделает ещё одну сестру Атли, Оддрун, своей возлюбленной, и за это будет брошен в змеиный ров. Гудрун отомстит за брата, убив супруга. Её дочь от Сигурда Сванхильд погибнет по воле Ёрмунрекка и станет последней в роду.
«Краткая Песнь о Сигурде» стала одной из самых длинных поэм в составе «Старшей Эдды» (её название связано с противопоставлением поэмы «Большой Песни о Сигурде»). При этом основная часть текста приходится не на повествование, а на речи (в первую очередь Брюнхильд). События, предсказанные главной героиней, описываются в поэмах «Вторая Песнь о Гудрун», «Плач Оддрун», «Гренландская Песнь об Атли» и «Подстрекательство Гудрун».

## Оценки
«Краткая Песнь» считается самой поздней из поэм «Старшей Эдды», связанных с Южной Германией. Исследователи отмечают, что Гудрун здесь максимально далека от мысли мстить братьям за мужа: даже на смертном ложе Сигурд утешает её напоминанием о том, что Гуннар и Хёгни живы. 